# Степанівка (Горшеченський район)
Степанівка (рос. Степановка) — присілок в Горшеченському районі Курської області Російської Федерації.
Населення становить 5 осіб. Входить до складу муніципального утворення Знаменська сільрада.

## Історія
Населений пункт розташований на території українського етнічного та культурного краю Східна Слобожанщина.
Від 2004 року входить до складу муніципального утворення Знаменська сільрада.

## Населення
| 2002 | 2010 |
| ---- | ---- |
| 13   | ↘5   |